# Хохорин, Артём Валерьевич
Артём Валерьевич Хохорин (род. 30 июля 1970, Казань, Татарская АССР, РСФСР, СССР) — российский государственный деятель, генерал-лейтенант полиции (2015), министр внутренних дел по Республике Татарстан (2012—2024), министр внутренних дел по Республике Марий Эл (2008—2011).

## Биография
Артём Валерьевич Хохорин родился 30 июля 1970 года в Казани. Из семьи служащих.
В 1987 году Хохорин окончил физико-математическую школу № 131. Затем поступил в Ленинградское военно-морское училище им. Попова, но проучился там недолго и вернулся обратно в Казань. После окончания в 1993 году физического факультета Казанского государственного университета Хохорин некоторое время работал в научно-исследовательском институте одного из оборонных предприятий, а затем в возрасте 23 лет поступил на службу в органы внутренних дел, а именно в МВД по Республике Татарстан.
В 1993—1996 годах Хохорин служил оперуполномоченным, старшим оперуполномоченным отдела уголовного розыска; в 1996—1997 годах — оперуполномоченным, старшим оперуполномоченным, начальником оперативно-сыскного отдела по борьбе с незаконным оборотом наркотиков; в 1997—1998 годах — заместителем начальника отдела по борьбе с незаконным оборотом наркотиков. В 1999 году окончил Казанский филиал юридического института МВД России. С 1998 года по 2002 год занимал пост начальника межрайонного отдела милиции информационно-аналитического поиска (по линии криминальной милиции) при МВД по РТ, а с 2002 года по 2008 год был заместителем министра внутренних дел РТ — начальником штаба. Служил под началом Асгата Сафарова. В должности провёл работу по информатизации правоохранительных органов Татарстана и организации поступающей информации в единую автоматизированную систему.
1 сентября 2008 года полковник милиции Хохорин был назначен на должность министра внутренних дел по Республике Марий Эл. Сменил на этом посту генерал-майора милиции Валерия Краснова, окружение которого было обвинено в коррупции. За короткий срок усовершенствовал работу местных правоохранительных органов, в частности провёл работу по переаттестации сотрудников в соответствии с законом «О полиции», учредил лесную и конную полиции, увеличил число видеокамер, учредил центр автоматизированной фиксации правонарушений в области дорожного движения, организовал дворовые дружины, наладил подготовку руководителей на местах, вкупе с увеличением показателей раскрываемости преступлений, что в ряде случаев стало результатом служебных подлогов и отказов в возбуждении уголовных дел. 10 ноября 2009 года Хохорину было привоено специальное звание генерал-майора милиции. 30 мая 2011 года преемником Хохорина был назначен генерал-майор полиции Вячеслав Бучнев.
20 июня 2011 года генерал-майор милиции Хохорин был назначен на пост начальника Организационно-аналитического департамента МВД РФ с единовременным присвоением звания генерал-майора внутренней службы. Сменил генерал-майора Владислава Волынского после реорганизации департамента; служил под началом Рашида Нургалиева, близкого к Татарстану. 14 июня 2012 года преемником Хохорина был назначен генерал-майор внутренней службы Александр Горелов
27 апреля 2012 года Хохорин был назначен на пост министра внутренних дел по Республике Татарстан с единовременным присвоением специального звания генерал-майора полиции. Сменил на этой должности Асгата Сафарова, подавшего в отставку после смерти задержанного, подвергшегося пыткам в отделе полиции «Дальний»; вскоре тот пошёл на повышение и был назначен исполняющим обязанности заместителя премьер-министра РТ. 4 мая Хохорин был представлен руководящему составу МВД по РТ при участии президента РТ Рустама Минниханова, председателя Государственного совета РТ Фарида Мухаметшина, премьер-министра РТ Ильдара Халикова, а 17 мая посетил бывший «Дальний» и представил нового начальника отдела.
10 ноября 2015 года получил звание генерал-лейтенанта полиции.
8 ноября 2017 года принял участие в открытии нового здания отдела полиции № 9 «Сафиуллина», бывшего «Дальний», пообещав что подобное случившемуся более не повторится. Тем не менее, месяцем ранее, в октябре того же года сотрудники УВД Нижнекамска пытками во время допроса довели 22-летнего молодого человека до самоубийства. Хохорин тогда отметил, что «отдельные „диванные комментаторы“ пытаются в прессе и интернете раздуть нижнекамский случай до вселенских масштабов, перенося накопившуюся желчь на многогранную работу всего МВД». Так же он сказал, что «случай пренеприятный и в нем, несомненно, надо разбираться, детально разбираться», так как «говорить по Нижнекамску „да“ или „нет“ пока рано. Там может быть и да, может быть и нет». В результате проверки был уволен ряд сотрудников полиции, в том числе начальник нижнекамского УВД, а в дальнейшем пятеро полицейских, принимавших участие в пытках, были приговорены в общей сложности к 40 годам колонии.
20 декабря 2019 года на территории школы села Новотроицкое Тукаевского района Татарстана по инициативе руководства местного отдела МВД были проведены учения по разгону акции протеста с привлечением учащихся 9 класса в качестве статистов. Видеозапись инсценированного столкновения полицейских и школьников была распространена в ряде СМИ, факт проведения учений признали в МВД по РТ, была начата служебная проверка. В связи с этим, 24 декабря по решению министра внутренних дел РФ Владимира Колокольцева был привлечён к дисциплинарной ответственности с объявлением о неполном служебном соответствии, что может повлиять на дальнейшее продвижение по службе.
28 декабря 2023 года подал в отставку и вышел в отпуск, тогда как временно исполняющим обязанности министра с 1 января 2024 года был назначен первый заместитель Алексей Соколов.

## Награды
Государственные
- Орден Почёта (2016 год)[2].
- Медаль ордена «За заслуги перед Отечеством» II степени (2019 год)[1].
- Медаль «За отличие в охране общественного порядка» (2006 год)[2].
- медаль «За отличие в службе» I степени (2009 год), II степени (2005 год), III степени (2003 год)[1].
- Медаль «За доблесть в службе» (2003 год)[50].
- Медаль «За боевое содружество» (2007 год)[1].
- Медаль «За заслуги в управленческой деятельности» III степени (2010 год)[50].
- Медаль «За безупречную службу в МВД» (2017 год)[2].
- Медаль «За заслуги в проведении Всероссийской переписи населения» (2002)[51].
- Медаль «300 лет Российскому флоту» (2005 год)[5].
- Медаль «В память 1000-летия Казани» (2005 год)[52].
- Знак «За отличие» (2002 год)[1].
- Нагрудный знак «Почётный сотрудник МВД» (2011 год)[50].
- Почетная грамота МВД РФ (2000, 2009, 2017, 2018 гг.)[1].
- Благодарность МВД РФ (2002, 2009, 2013 гг.)[50].
- Наградное оружие — пистолет Макарова (2008 год), кортик (2017 год)[1].

Региональные
- Орден «За заслуги перед Марий Эл» (2011 год)[50].
- Орден «За заслуги перед Республикой Татарстан» (2013 год)[53].
- Орден «Дуслык» (2018 год)[2].
- Медаль ордена «За заслуги перед Республикой Татарстан» (2020 год)[54].
- Почетное звание «Заслуженный сотрудник органов внутренних дел Республики Татарстан[тат.]» (2017 год)[55].

## Личная жизнь
Женат, четверо детей — три сына и дочь. За 2017 год задекларировал годовой доход в размере 2 миллионов 770 тысяч рублей, земельный участок (1682 кв. м.), жилой дом (208,3 кв. м.), квартиру (151,6 кв. м.), а также автомобиль Toyota RAV4. По данным антикоррупционного расследования журналистов, один из сыновей Хохорина был одним из учредителей фирмы «АВН-Интеграция», которая участвовала в строительства здания отдела полиции «Сафиуллина» в нарушение конфликта интересов.